# Colonel von Ryans Express
Colonel von Ryans Express (Originaltitel: Von Ryan’s Express) ist ein US-amerikanischer Spielfilm aus dem Jahr 1965 mit Frank Sinatra in der Titelrolle unter der Regie von Mark Robson. Der Kriegsfilm basiert auf dem Roman Der späte Sieg des Commodore (Originaltitel: Von Ryan’s Express) von David Westheimer und spielt während des Zweiten Weltkriegs.

## Handlung
Der US-amerikanische Pilot Colonel Joseph L. Ryan wird 1943 über Italien abgeschossen und in ein von Briten dominiertes italienisches Kriegsgefangenenlager gebracht. Dort kommt es zu erheblichen Spannungen mit dem höchstrangigen britischen Offizier Major Eric Fincham, da Ryan einen moderateren Kurs gegenüber der Lagerleitung fährt und jeden Fluchtversuch unterbindet (was ihm auch den deutschen Titel von Ryan einbringt), denn Italien steht kurz vor der Kapitulation. Die Lage für die gefangenen Soldaten entspannt sich, die Gefangenen werden besser behandelt und bekommen neue Kleidung. Als Italien kapituliert, fliehen die italienischen Wachen. Der italienische Lagerkommandant, Major Basilio Battaglia, auf dessen Befehl der vorher ranghöchste englische Offizier aufgrund einer Bestrafung (in einem „Schwitzkasten“) zu Tode kam, wird prompt als Kriegsverbrecher vor ein improvisiertes Gericht gestellt. Battaglia stellt sich als gebrochener Mann dar, der dem Faschismus abgeschworen hat. Anstatt ihn hinzurichten, verurteilt Ryan ihn selbst zu Haft in einem „Schwitzkasten“.
Nun versuchen die vormals gefangenen Soldaten mit Hilfe des italienischen Offiziers Kaptain Oriani zur Küste zu fliehen, werden aber nach Verrat von Battaglia von den einmarschierenden Deutschen wieder gefangen genommen und sollen in einem Güterzug nach Innsbruck gebracht werden. Die Deutschen erschießen alle kranken Gefangenen. Fincham wirft Ryan vor, daran schuld zu sein, weil er Battaglia am Leben gelassen hatte, und nennt ihn abfällig von Ryan.
Während der Fahrt können die Gefangenen die Kontrolle über den Zug übernehmen und gelangen durch ein geschicktes Verwirrspiel bis an die Grenze zur neutralen Schweiz. Als die deutsche Wehrmacht allerdings den Schwindel entdeckt, werden drei Jagdflugzeuge und ein weiterer mit Soldaten besetzter Zug hinterhergeschickt, die die flüchtenden Soldaten aufhalten sollen. In letzter Minute gelingt es den Männern, die durch Fliegerraketen zerstörten Bahngleise inmitten von Abwehrgefechten zu reparieren, und der Zug kann in die Schweiz entkommen. Ryan allerdings schafft es nicht mehr, da er beim Aufspringen erschossen wird.

## Kritiken
„Mit großem Aufwand auf Hochspannung getrimmtes Fluchtabenteuer, die das Kriegsgeschehen zum hollywoodüblichen Heldensport, zwischen Lustspielklamauk und Blutbad, verfälscht.“

## Auszeichnungen
1966 wurde Walter Rossi in der Kategorie Bester Tonschnitt für den Oscar nominiert.